# Атрибуція кібератаки
Атрибуція кібератаки — це приписування кіберзлочину, тобто виявлення того, хто вчинив кібератаку. Викриття зловмисника може дати зрозуміти різні проблеми безпеки, такі як методи проникнення, канали зв'язку тощо, і може допомогти вжити конкретних контрзаходів. Атрибуція кібератаки — це дорога робота, яка вимагає значних ресурсів і досвіду в комп'ютерно-технічній експертизі.
Нісім Бен Саадон стверджує, що завдання атрибуції кібератаки має сенс для великих організацій: урядових установ і великих компаній у чутливих сферах, таких як охорона здоров'я та державна інфраструктура. Однак більшість малих і середніх підприємств (МСП) мало виграють від виявлення злочинців після атаки. На думку Б. Ен Саадона, малоймовірно, що атака спрямована на конкретне МСП; скоріше подія була супутнім злочином із використанням виявленої вразливості, і обмежені ресурси МСП розумніше витратити на виявлення відповідної вразливості та її усунення.
Урядам та іншим основним гравцям, які мають справу з кіберзлочинністю, знадобляться не лише технічні рішення, а й юридичні та політичні, а для останніх атрибуція кібератаки має вирішальне значення.:xvii
Приписати кібератаку важко, і це обмежено цікавить компанії, на які націлені кібератаки. Навпаки, спецслужби часто зацікавлені в тому, щоб з'ясувати, чи стоїть держава за атакою.:1 Ще однією проблемою при визначенні кібератак є можливість атаки під фальшивим прапором, коли фактичний злочинець створює враження, що атаку спричинив хтось інший.:1 Кожна стадія атаки може залишити артефакти, такі як записи в журнальних файлах, які можна використовувати для визначення цілей та особи зловмисника.:1, 6 Після нападу слідчі часто починають зі збереження якомога більшої кількості артефактів, які вони можуть знайти, а потім намагаються визначити атакуючого.:16

## Подальше читання
- Stateless Attribution. Toward International Accountability in Cyberspace (Звіт). RAND. 2017. doi:10.7249/RR2081. RR-2081-MS. Архів оригіналу за 15 березня 2018. Процитовано 1 березня 2018.
- Eric Nunes, Paulo Shakarian(інші мови), Gerardo I. Simari, Artificial Intelligence Tools for Cyber Attribution, 2018, ISBN 3319737872